# Persea borbonia
Persea borbonia är en lagerväxtart som först beskrevs av Carl von Linné, och fick sitt nu gällande namn av Spreng.. Persea borbonia ingår i släktet avokador, och familjen lagerväxter. Inga underarter finns listade i Catalogue of Life.